# Duální mnohostěn

Dualita mnohostěnů krychle a osmistěnu.

Duální mnohostěn je takový mnohostěn, který vznikne, vytvoříme-li ze stěn nějakého původního mnohostěnu vrcholy a spojíme je (vytvoříme hrany) podle toho, zdali stěny v původním mnohostěnu sousedily.
Vezmeme-li kupříkladu krychli a vytvoříme k ní duální mnohostěn, vznikne osmistěn. (Viz obrázek.)